# Aceleracionismo
Em política e teoria social, aceleracionismo é a ideia de que tanto o sistema prevalecente capitalista, quanto certos processos sociais e tecnológicos historicamente caracterizados, devem ser ampliados, reaproveitados, ou acelerados, a fim de gerar uma mudança social significativa. O termo "Aceleracionismo" é comumente usado de forma pejorativa para designar o processo pelo qual o capitalismo é intensificado na crença de que este irá apressar as suas tendências autodestrutivas e o conduzir ao seu colapso.
Parte do pensamento aceleracionista contemporâneo começa com a teoria Deleuzo-Guattariana de desterritorialização, tendo como objetivo identificar e radicalizar as forças que promovem este processo emancipatório.

## Contexto
Um número de filósofos manifestaram atitudes aceleracionistas, incluindo Karl Marx no seu discurso de 1848 Sobre a questão do livre-câmbio:
Mas, em geral, nos nossos dias, o sistema do livre-câmbio é destruidor. Ele dissolve as antigas nacionalidades e leva ao extremo o antagonismo entre a burguesia e o proletariado. Numa palavra, o sistema da liberdade de comércio apressa a revolução social. É somente neste sentido revolucionário, senhores, que eu voto em favor do livre-câmbio.
De maneira similar, Friedrich Nietzsche dizia que o processo de nivelamento do Homem europeu é o grande processo que não deve ser posto em cheque, mas sim ser acelerado, Tal afirmação levaria Deleuze e Guattari a escreverem o famoso "trecho aceleracionista d'O Anti-Édipo":
Mas haverá alguma via revolucionária? – Retirar-se do mercado mundial, como Samir Amin aconselha aos países do terceiro mundo, numa curiosa renovação da 'solução econômica' fascista? Ou ir no sentido contrário, isto é, ir ainda mais longe no movimento do mercado, da descodificação e da desterritorialização? Pois talvez os fluxos ainda não estejam suficientemente desterritorializados e suficientemente descodificados, do ponto de vista de uma teoria e de uma prática dos fluxos com alto teor esquizofrênico. Não retirar-se do processo, mas ir mais longe, 'acelerar o processo', como dizia Nietzsche: na verdade, a esse respeito, nós ainda não vimos nada.

## Aceleracionismo contemporâneo
O termo "aceleracionismo" foi primeiramente usado pelo autor de ficção científica Roger Zelazny, em 1967, na obra Senhor da Luz.
Um dos teóricos mais proeminentes do aceleracionismo incluem o crítico cultural de direita Nick Land. A Unidade de Pesquisa de Cultura Cibernética (Ccru), um núcleo de investigação não-oficial da Universidade de Warwick de 1995 a 2003, que incluía Land e outros, como Mark Fisher e Sadie Plant, é considerado como um elemento chave enquanto orientador do pensamento aceleracionista, tanto de direita como de esquerda. Alguns aceleracionistas de esquerda com alguma proeminência incluem Nick Srnicek e Alex Williams, autores do Manifesto para uma Política Aceleracionista, e o coletivo da Laboria Cuboniks, que escreveram o Manifesto Xenofeminista: Uma política para alienação. Para Mark Fisher, assim escrevendo em 2012, "os ataques destruidores por parte de Land à academia de esquerda [...] permanecem perspicazes" — sendo no entanto problemáticos, visto que "o Marxismo não é nada se não for aceleracionista".
Em outras linhas do aceleracionismo, Paul Mason, em trabalhos como PostCapitalism: A Guide to our Future, tentou especular sobre o futuro do capitalismo. Ele declara que, "com o fim do feudalismo, há 500 anos, a substituição do capitalismo por pós-capitalismo será acelerado por choques externos e moldado pela emergência de um novo ser humano. E já começou". Ele considera que o crescimento da produção colaborativa vai acabar por ajudar ao capitalismo a morrer.

## Outros usos do termo
Apesar de seus interesses filosóficos e teóricos originalmente marxistas, desde o final da década de 2010, redes internacionais de neofascistas, neonazistas, nacionalistas brancos e supremacistas brancos têm usado cada vez mais o termo "aceleracionismo" para se referir a objetivos extremistas de direita, e são conhecidos por se referir a uma "aceleração" do conflito étnico por meios violentos, como assassinatos, ataques terroristas e um eventual colapso social, para alcançar a construção de um etnoestado branco.